# Lars Onsager
Lars Onsager   (Christiania, 27 de novembre de 1903 - Coral Gables, 5 d'octubre de 1976) fou un químic i professor universitari estatunidenc, d'origen noruec, guardonat amb el Premi Nobel de Química l'any 1968.

## Biografia
Va néixer el 27 de novembre de 1903 a la ciutat d'Oslo, capital actual de Noruega però que en aquells moments estava unida al Regne de Suècia sota el domini personal d'Oscar II de Suècia però amb la seva pròpia constitució i govern. Va estudiar enginyeria química a l'Institut Tecnològic de Noruega situat a la ciutat de Trondheim, on es va graduar l'any 1925.
L'any 1928 viatjà fins als Estats Units per acceptar l'oferta de la Universitat Johns Hopkins de Baltimore per esdevenir professor de química, càrrec que abandonà a la fi del primer semestre a observar que no tenia talent per la docència. Posteriorment ingressà a la Universitat de Brown a Providence i la Universitat Yale, d'on fou professor des de 1933 al 1972, i on es doctorà l'any 1935.
Onsager aconseguí la nacionalitat nord-americana l'any 1945. Morí el 5 d'octubre de 1976 a la seva residència de Coral Gables, ciutat situada a l'estat nord-americà de Florida.

## Recerca científica
Inicià la seva recerca científica l'any 1925 mitjançant la correcció de la teoria de Debye-Hückel sobre les solucions electrolítiques del moviment brownià dels ions. L'any 1926 va publicar les seves dades i viatjà fins a Zúric per posar-les en coneixement de Peter Debye. Aquest quedà tan impressionat que el convidà a restar amb ell a l'ETH Zürich, on hi restà fins al 1928.
Durant la seva estada a la Universitat de Brown realitzà investigacions al voltant de la termodinàmica. Els resultats dels seus treballs sobre l'extensió del gradient de la temperatura, base de la termodinàmica dels processos irreversibles, els publicà l'any 1929 sota el nom de relació de reciprocitat d'Onsager. Aquests treballs no tingueren ressonància en el seu moment, però després de la Segona Guerra Mundial foren reconeguts i finalment l'any 1968 li fou concedit el Premi Nobel de Química per tots ells.
A partir de la dècada del 1940 inicià els seus treballs al voltant de la mecànica estadística en la transició de l'estat de la matèria dels sòlids, aconseguint resoldre el model d'ising bidimensional, model científic físic proposat per l'estudi del comportament dels materials ferromagnètics. Posteriorment s'interessà per les propietats de fluïdesa de l'heli líquid, arribant a la mateixa conclusió que dos anys abans havia descrit el físic Richard Feynman i de les quals no tenia coneixement. Així mateix va estudiar els líquids dielèctrics, la separació d'isòtops i la distribució electrònica dels metalls.